# Marignac-Laspeyres
Marignac-Laspeyres är en kommun i departementet Haute-Garonne i regionen Occitanien i södra Frankrike. Kommunen ligger i kantonen Cazères som tillhör arrondissementet Muret. År 2022 hade Marignac-Laspeyres 199 invånare.

## Befolkningsutveckling
Antalet invånare i kommunen Marignac-Laspeyres
Referens:INSEE